# رباح عبود
رباح عبود (مواليد 1 يناير 1981، تيسمسيلت) هو رياضي جزائري متخصص في ركض المسافات الطويلة والعدو الريفي.

## السيرة
فاز بالميدالية الذهبية في سباق 5000 متر في ألعاب البحر الأبيض المتوسط 2013 في مرسين.

## سجل المنافسة
| العام        | المسابقة                                       | المكان                   | المركز           | حدث           | ملاحظة                                         |
| يمثل الجزائر | يمثل الجزائر                                   | يمثل الجزائر             | يمثل الجزائر     | يمثل الجزائر  | يمثل الجزائر                                   |
| ------------ | ---------------------------------------------- | ------------------------ | ---------------- | ------------- | ---------------------------------------------- |
| 2000         | بطولة العالم للعدو الريفي 2000                 | البرتغال                 | التاسع والثلاثون | سباق الناشئين |                                                |
| 2005         | بطولة العالم للعدو الريفي 2005                 | فرنسا                    | الثالث والعشرون  | سباق قصير     |                                                |
| 2006         | [بطولة العالم للعدو الريفي 2006                | اليابان، فوكوكا (محافظة) | الثاني والخمسون  | سباق قصير     |                                                |
| 2008         | بطولة العالم للعدو الريفي 2008                 | المملكة المتحدة، إدنبرة  | السابع والتسعون  |               |                                                |
| 2011         | بطولة العالم للعدو الريفي 2011                 | إسبانيا، بونتا أومبريا   | العشرون          |               |                                                |
| 2011         | بطولة العالم لألعاب القوى 2011                 | كوريا الجنوبية، دايغو    | التاسع والعشرون  | 5000 متر      | 14:00.34                                       |
| 2011         | الألعاب الإفريقية 2011                         | موزمبيق، مابوتو          | العاشر           | 5000 متر      | 13:50.56                                       |
| 2011         | ألعاب القوى في دورة الألعاب العربية 2011       | قطر، الدوحة              | –                | 10,000 متر    | نتائج ألعاب القوى في دورة الألعاب العربية 2011 |
| 2012         | ألعاب القوى في الألعاب الأولمبية الصيفية 2012  | المملكة المتحدة، لندن    | الحادي والعشرون  | 5000 متر      | 13:28.38                                       |
| 2013         | ألعاب البحر الأبيض المتوسط 2013                | تركيا، مرسين             | الأول            | 5000 متر      | 13:38:01                                       |
| 2013         | ألعاب التضامن الإسلامي 2013                    | إندونيسيا، فلمبان        | الخامس           | 5000 متر      | 14:48.48                                       |
| 2022         | ألعاب القوى في ألعاب البحر الأبيض المتوسط 2022 | الجزائر، وهران           | –                |               |                                                |